# California Noir - Chapter Two: Nightlife in Neon
California Noir - Chapter Two: Nightlife in Neon è il quarto album in studio del gruppo musicale statunitense Julien-K, autoprodotto e pubblicato il 9 agosto 2016.

## Descrizione
Si tratta della seconda parte del progetto California Noir, iniziato l'anno precedente con la pubblicazione di California Noir - Chapter One: Analog Beaches & Digital Cities. Ugualmente al primo capitolo, la realizzazione e la produzione dell'album è frutto di un finanziamento collettivo svoltosi nel corso dell'anno su Indiegogo.
L'uscita dell'album è stata inoltre anticipata dal singolo Mannequin Eyes, pubblicato per il download digitale il 16 febbraio 2016.

## Tracce
1. Signals in the Void – 0:34 (musica: Amir Derakh, Ryan Shuck)
2. Spectromeda – 4:11 (Amir Derakh, Ryan Shuck)
3. Dossier – 4:45 (Amir Derakh, Ryan Shuck, Anthony Valcic)
4. Sunset Life – 6:07 (Amir Derakh, Ryan Shuck, Anthony Valcic, Brandon Belsky, Tyler Burns)
5. Mannequin Eyes – 3:40 (Ryan Shuck, Amir Derakh, Eric Stoffel)
6. Corrections – 4:42 (Amir Derakh, Ryan Shuck, Anthony Valcic, Eli James)
7. Solar – 4:05 (Amir Derakh, Ryan Shuck)
8. Institution – 4:24 (Amir Derakh, Ryan Shuck, Anthony Valcic)
9. Dark Cadence – 5:03 (Amir Derakh, Ryan Shuck, Anthony Valcic)
10. Framework – 3:22 (Amir Derakh, Ryan Shuck, Anthony Valcic)
11. Temple – 4:12 (Ryan Shuck, Amir Derakh, Eric Stoffel, Anthony Valcic)
12. Nightlife in Neon – 2:05 (musica: Amir Derakh, Eric Stoffel)

Traccia bonus nell'edizione di iTunes
1. Mannequin Eyes (Video) – 5:15 (Ryan Shuck, Amir Derakh, Eric Stoffel)

## Formazione
Gruppo
- Ryan Shuck – voce, chitarra, melodia finale (traccia 6), assolo di chitarra (traccia 11)
- Amir Derakh – programmazione, chitarra, sintetizzatore, G-synth, basso, melodia di sintetizzatore (bridge e finale traccia 3, introduzione e ritornello tracce 6 e 11, finale tracce 8 e 10), assolo di sintetizzatore (traccia 5), pianoforte (traccia 7)
- Antony "Fu" Valcic – programmazione, sintetizzatore, basso, assolo di sintetizzatore (traccia 8)

Altri musicisti
- Marisa Tayui – VO (traccia 1)
- Tyler Burns – voce aggiuntiva (traccia 4)
- Brandon Belsky – programmazione aggiuntiva (traccia 4)
- Caitlyn Youngblood – cori (seconda strofa traccia 5)
- Eric Stoffel – programmazione e sintetizzatore aggiuntivi (tracce 5 e 11), melodia alta di sintetizzatore (traccia 12)
- Eli James – programmazione aggiuntiva (traccia 6)
- Amber Snead – voce aggiuntiva (tracce 10 e 11)

Produzione
- Amir Derakh – produzione, ingegneria del suono, missaggio
- Dennis van Heumen, Sara Sibilly – produzione esecutiva
- Anthony "Fu" Valcic – ingegneria del suono
- Eric Stoffel, Brandon Belsky, Nathanial Peck – ingegneria del suono aggiuntiva
- Matt Thorne – assistenza tecnica
- Mike Marsh – mastering